# Lars Günther (Politiker)
Lars Günther (* 1976 in Wriezen, Kreis Bad Freienwalde, DDR) ist ein rechtsextremer deutscher Politiker der Alternative für Deutschland (AfD). Er ist seit 2019 Mitglied im Landtag Brandenburg.

## Leben
Nach einer Ausbildung ab 1994 als zum Facharbeiter Metallbau, Fachrichtung Konstruktionstechnik, und anschließender Arbeit als Geselle folgten Ausbildungen beim TÜV Rheinland, Ermittlungs-, Sicherheits- und Veranstaltungsschutz, sowie zum Immobilienkaufmann mit IHK-Abschluss. 10 Jahre war er selbstständig als freiberuflicher Immobiliendienstleister und ca. 6 Jahre im Sicherheitsgewerbe, sowie angestellt bei einer großen Grundstücksverwaltung im Vermietungsmanagement für Berlin/Brandenburg tätig. Seit Ende 2015 ist er bei der rechtsextremen politischen Monatszeitschrift Compact in verantwortlicher Funktion angestellt.
Seit 2017 ist Günther Mitglied im Stadtrat Bad Freienwalde für die AfD. Am 1. September 2019 gelang Günther bei der Landtagswahl in Brandenburg 2019 der Einzug in den Landtag Brandenburg über den Gewinn des Direktsmandates im Landtagswahlkreis Märkisch-Oderland III. Bei der Landtagswahl 2024 zog er erneut über das Direktmandat im Wahlkreis Märkisch-Oderland III in den Landtag ein. 
Der Verfassungsschutz Brandenburg stuft Günther als rechtsextrem ein.